# Universität Francisco de Paula Santander
Die Universität Francisco de Paula Santander (spanisch Universidad Francisco de Paula Santander, UFPS) ist eine staatliche Hochschule mit Hauptsitz in Cúcuta und Zweigstellen in Ocaña und Los Patios in Kolumbien.
Namensgeber ist der ehemalige Präsident der Republik Neu-Granada Francisco de Paula Santander.

## Fakultäten
- Engineering
- Unternehmenswissenschaften
- Agrarwissenschaften
- Pflegewissenschaften